# Liegi-Bastogne-Liegi 1919
La Liegi-Bastogne-Liegi 1919, nona edizione della corsa, fu disputata il 28 settembre 1919 per un percorso di 237 km. Fu vinta dal belga Léon Devos, giunto al traguardo in 9h20'30" alla media di 25,370 km/h, precedendo i connazionali Henri Hanlet e Arthur Claerhout. 
Dei 27 ciclisti alla partenza coloro che portarono a termine la gara al traguardo di Liegi furono 6.

## Ordine d'arrivo (Top 10)
| Pos. | Corridore        | Squadra     | Tempo    |
| ---- | ---------------- | ----------- | -------- |
| 1    | Léon Devos       | -           | 9h20'30" |
| 2    | Henri Hanlet     | -           | a 2'30"  |
| 3    | Arthur Claerhout | -           | a 6'30"  |
| 4    | Alfons Van Hecke | -           | a 12'40" |
| 5    | Camille Leroy    | -           | s.t.     |
| 6    | Louis Heusghem   | La Sportive | s.t.     |